# Peter Jöback
Peter Arne Jöback (ur. 4 czerwca 1971 w Sztokholmie) – szwedzki piosenkarz i aktor. Syn szwedzkiej aktorki Moniki Lind. Kształcił się w Adolf Fredriks Musikskola i Södra Latin w Sztokholmie. Debiutował w 1989 roku. W 1990 roku wyszedł jego pierwszy singel, a w 1993 − pierwszy samodzielny album.
W 1992 utwór autorstwa Tove Jaarnek „More Than a Game”, wykonany we współpracy z Peterem Jöbackiem, był oficjalnym hymnem piłkarskich mistrzostw Europy.
W 1999 roku zagrał siebie samego w filmie Där regnbågen slutar. Album Flera sidor av samma man był w 2006 roku najczęściej odtwarzanym albumem w Szwecji. Występuje głównie w musicalach wystawianych w teatrach Sztokholmu, Göteborga, Kopenhagi i Londynu. Jest gejem.

## Dyskografia

### Albumy
- 2008: Himlen Är Inget Tak (A live CD with Eva Dahlgren)
- 2007: Människor som du och jag
- 2006: Flera sidor av samma man (double CD compilation)
- 2004: Storybook
- 2004: Det här är platsen
- 2003: Jag kommer hem igen till jul (new version with extra song)
- 2002: Jag kommer hem igen till jul
- 2002: I Feel Good And I'm Worth It
- 2000: Only When I Breathe
- 1997: Personliga val
- 1993: Peter Jöback

### Single
- 2008: Himlen är inget tak, with Eva Dahlgren
- 2007: Han är med mig nu, featuring Annika Norlin [Säkert]
- 2007: Stockholm i natt
- 2007: Italy vs Helsinki, together with the band Laakso
- 2007: Jag står för allt jag gjort
- 2006: Jag blundar i solens sken
- 2004: Sommarens sista sång
- 2004: Du har förlorat mer än jag
- 2003: Gå inte förbi, duet with Sissel Kyrkjebø
- 2002: She's Like A Butterfly
- 2002: Sinner
- 2001: Under My Skin
- 2000: Tonight
- 2000: Higher
- 1999: Hon ser inte mig
- 1998: Vem ser ett barn
- 1997: En sång om oss
- 1996: Guldet blev till sand
- 1993: Nu när jag funnit dig
- 1993: Det ingen annan vet
- 1993: Du är min längtan
- 1992: More Than A Game
- 1991: This Time
- 1990: Let's Kiss (Like Angels Do)
- 1990: En sensation

### Ścieżki dźwiękowe
- 2007: Cabaret
- 2000: The Witches Of Eastwick
- 1999: 16 Favoriter ur Kristina från Duvemåla
- 1996: Kristina från Duvemåla
- 1994: Aladdin Jafars Återkomst
- 1993: Fame − The Musical
- 1993: Aladdin
- 1992: Rockmusikalen Grease

### Produkcje sceniczne
- 2007: Cabaret, in Gothenburg
- 2006: Cabaret, in Stockholm
- 2005: Rhapsody in rock, Sweden tour
- 2005: Concert tour in Norway
- 2003: Cabaret, in Copenhagen
- 2000: Stuart Little
- 2000: The Witches of Eastwick, in London
- 1999: Där Regnbågen Slutar
- 1998: Jesus Christ Superstar
- 1998: Personliga Val − Live
- 1998: Peter Jöback Show
- 1997: Miss Saigon, in London
- 1997: Peter Jöback − A Musical Voyage
- 1995-98: Kristina Från Duvemåla
- 1994-95: Musical Express 1 & 2
- 1994: Djungelboken
- 1993-94: Fame
- 1993: Aladdin
- 1991-92: Grease
- 1990: West Side Story
- 1990: Melodifestivalen
- 1988: Här & Nu
- 1984-85: Kavallerijungfrun
- 1983-84: Snövit (Snow white)
- 1982-84: Sound Of Music
- 1982-83: Mio Min Mio

## Odznaczenia
- Medal Litteris et Artibus (2021)[6]